# 阿西姆·費爾哈托維奇球場
阿西姆·費爾哈托維奇球場是位於波士尼亞與赫塞哥維納首都塞拉耶佛的一座多功能體育場。阿西姆·費爾哈托維奇球場是塞拉耶佛1984年冬季奧運會的開幕式場館，也是足球比賽和演唱會的會場。阿西姆·費爾哈托維奇球場修建於1947年，2004年改為現名。U2等著名樂隊在這裡舉辦過演唱會。